# Hochschulassistent
Hochschulassistent oder Assistent ist in Deutschland eine nicht mehr offizielle Bezeichnung für einen Wissenschaftlichen Mitarbeiter eines Professors. In der Regel strebt der Assistent nach der Promotion die Habilitation an. Die Position geht zurück auf die frühere Amtsbezeichnung Wissenschaftlicher Assistent. Im Normalfall ist ein Assistent nur befristet beschäftigt, heute in der Regel als Angestellter (TVL-13), teils aber auch als Beamter auf Zeit (A 13). Er übernimmt meist Aufgaben in Lehre, Forschung und universitärer Selbstverwaltung.